# Empire of the Obscene
Empire of the Obscene è l'album di debutto del gruppo musicale statunitense Revocation, pubblicato il 12 febbraio 2008 indipendentemente. L'album, remissato e rimasterizzato, è stato ripubblicato con l'aggiunta dell'EP del 2006 Summon the Spawn il 13 novembre 2015 dalla Metal Blade Records.

## Tracce
Musiche di David Davidson. Testi di Anthony Buda, eccetto dove indicato.
1. Unattained – 3:41
2. Tail from the Crypt – 4:40 (Davidson)
3. Exhumed Identity – 6:52 (Buda, Davidson)
4. Fields of Predation – 5:59
5. Alliance and Tyranny – 4:59
6. Suffer These Wounds – 6:11
7. Summon the Spawn – 5:39 (Buda, Davidson)
8. None Shall Be Spared (All Shall Be Speared) – 5:44
9. Stillness – 2:04
10. Age of Iniquity – 4:59
11. Empire of the Obscene – 4:59

Tracce bonus nella riedizione del 2015
1. Summon the Spawn (Demo 2006) – 5:42 (Buda, Davidson)
2. Unattained (Demo 2006) – 3:42
3. Suffer These Wounds (Demo 2006) – 6:13

## Formazione
Gruppo
- David Davidson – voce, chitarra
- Anthony Buda – basso, voce secondaria
- Phil Dubois-Coyne – batteria

Altro personale
- Revocation – produzione
- Pete Rutcho – produzione, registrazione, missaggio, mastering
- James Delahanty, Pat Henry – voci aggiuntive (traccia 11)